# بول ديلفو
بول ديلفو (23 سبتمبر 1897 - 20 يوليو 1994) كان رسام بلجيكي، غالباً ما يتم اعتباره من المدرسة السريالية، تأثر بأعمال جورجيو دي شيريكو ورينيه ماغريت لكنه طور أسلوبه الخاص.